# Tragocephala morio
Tragocephala morio är en skalbaggsart som beskrevs av Jordan 1903. Tragocephala morio ingår i släktet Tragocephala och familjen långhorningar.
Artens utbredningsområde är Malawi. Inga underarter finns listade i Catalogue of Life.